# Сава Петровић (лекар)
Сава Петровић (Шабац, 14. јануар 1839 — Београд, 20. јануар 1889) био је српски лекар, санитетски пуковник, дописни члан Српске краљевске академије.

## Биографија
Рођен је у Шапцу 14. јануара 1839. (по старом календару), а преминуо у Београду 20. јануара 1889. (по старом календару). Школовао се у Француској. По занимању је био лекар, лични лекар краља Милана Обреновића, једно време и санитетски пуковник. Написао је књигу „Лековито биље у Србији“ 1883. године.
Редовни члан Српског ученог друштва постао је 6. фебруара 1869. године, а дописни члан Српске краљевске академије 8. јануара 1889. година, само 12 дана пре смрти.
Сто година после појаве Орфелиновог „Подрумара“, Српски архив за целокупно лекарство 1883. године штампа као посебно издање „Лековито биље у Србији“ од др Саве Петровића, санитетског пуковника из Београда. Ово дело је штампано на 470 страна. Он је, слично Панчићу, био лекар, који се посветио ботаници и фармакогнозији. Петровићу је Панчић био узор, много га је ценио, по његовим упутствима радио и своја дела му посветио с дубоким поштовањем.
У Приступу свог дела он пише:
Познавање популарне употребе биља у лекарству нужно је за лекаре рад поуке нашег народа, који често пропада због тога што се у своја домаћа, непоуздана средства ослања, па због тога сувише доцкан помоћи тражи од научне медицине или је никако и не тражи. Народ се тешко помаже домаћим средствима и онде где му је болест потпуно позната, а онде очигледно пропада када болест не може да распозна. Дужност је, дакле, свакога, а особито лекара, да га у том правцу обучава и на прави пут упућује.
У околини Ниша је открио биљку Ramonda nathaliae (Наталијина рамонда), заједно са Панчићем је описао и дао јој име.
Његов рад на изучавању лековитог биља наставио је др Риста Пешић Гостушки.
Од 1996. године, у Нишу постоји биолошко друштво које носи име Саве Петровића, које су основали професори и студенти са Департмана за биологију и екологију Природно-математичког Факултета Универзитета у Нишу. Биолошко друштво “др Сава Петровић” ради на унапређењу образовне и научно-исстраживачке делатности у области биологије и екологије, популаризацији научно-истраживачког рада и очувању биолошке разноврсности и животне средине.